# Храм Вознесения Господня (Пржевальское)
Це́рковь Вознесе́ния Госпо́дня — православный храм в посёлке Пржевальское Демидовского района Смоленской области. Относится к Демидовскому благочинию Смоленской Епархии Русской православной церкви. Построен в 1782 году. Закрыт предположительно в 1922 году. Разрушен во время Великой Отечественной войны. Восстановлен в 1985 году как музей партизанской славы. Передан Епархии в 1993 году. Памятник архитектуры XVIII века.

## История
Первая церковь в Слободе (название села Пржевальского до 1964 года) была построена в 1724 году местным помещиком Григорием Огонь-Догановским во имя святого пророка Илии с приделом во имя святых апостолов Петра и Павла. Церковь была деревянная. Позднее полковник Андрей Огонь-Догановский к деревянной церкви пристроил каменный храм. Строительство новой церкви окончилось в 1782 году. С 29 сентября в новом храме стали совершать богослужения. Со временем вокруг деревянного храма также были возведены каменные стены и над обеими церквями сделали общую крышу. Храм расписывали калужские живописцы. Рядом с храмом была возведена колокольня, в которой находилось четыре колокола. Несмотря на то, что село Слобода было немноголюдным, церковь была богатой и имела всю необходимую для совершения церковных обрядов утварь. Прихожанами церкви были жители 26 окрестных деревень.
Как и большинство храмов, в советское время храм был закрыт. Точная дата неизвестна. Предположительно, это случилось в мае 1922 года, когда их храма были изъяты церковные ценности. Все церковные ценности были распроданы.
В 1985 году при содействии Смоленского областного управления культуры старинная церковь была восстановлена. Однако восстановление храма было сделано с целью создания в нём музея партизанской славы, который был торжественно открыт в здании церкви в мае 1985 года в честь сорокалетия Победы. Здание церкви было передано Смоленской епархии в 1993 году. Музей был перемещён в специально построенное новое здание.